# 菱头虫属
菱头虫属（学名：Rhombicalvaria）是一属寒武纪第三期生活在华南澄江生物群的节肢动物。该属是一个单型属，属下仅有刺状菱头虫（学名：Rhombicalvaria acantha）一个物种。该种正模（CN 100135）产自帽天山，有观点认为该属应被并入跨马虫属。

## 词源
该属学名源于拉丁语的“rhombi（菱形）”和“calvaria（头部）”，指其近似于菱形的头甲；该属模式种的种加词则源于“acanthus”，指其多刺的体侧。

## 特征
躯体宽大，整体呈次长方形，划分为头甲，9个躯干体节和臀板。头甲呈次椭圆形，其前部具口板前骨片。头甲两侧具颊刺，各体节具胸刺。臀板宽阔，呈次三角形，侧部具一对长的侧刺，后部具一个长的尾刺。